# Михайловка (Сандыктауский район)
Михайловка (каз. Михайловка) — село в Сандыктауском районе Акмолинской области Казахстана. Входит в состав сельского округа Лесной. Код КАТО — 116449600.

## География
Село расположено в северо-западной части района в 18 км на северо-запад от центра района села Балкашино, в 7 км на северо-запад от центра сельского округа села Лесное.

### Улицы[2][3]
- ул. Бейбитшилик,
- ул. Мектеп.

### Ближайшие населённые пункты
- село Меньшиковка в 5 км на северо-востоке,
- село Речное в 6 км на юге,
- село Лесное в 7 км на юго-востоке,

## Население
В 1989 году население села составляло 394 человек (из них русских 72%).
В 1999 году население села составляло 374 человека (203 мужчины и 171 женщина). По данным переписи 2009 года, в селе проживали 282 человека (147 мужчин и 135 женщин).В 2021 году население в селе составило 238 человек что на 16% меньше от 2009 года
| Численность населения | Численность населения | Численность населения | Численность населения |
| 1989                  | 1999                  | 2009                  | 2021                  |
| --------------------- | --------------------- | --------------------- | --------------------- |
| 394                   | ↘374                  | ↘282                  | ↘238                  |